# Худякова, Марина Леонидовна
Марина Леонидовна Худякова (род. 14 мая 1948 года, Ленинград, РСФСР, СССР) — советский и российский дизайнер, художник-мультимедиа, член-корреспондент РАХ (2021).

## Биография
Родилась 14 мая 1948 года в Ленинграде, живёт и работает в Москве.
В 1973 году — окончила Московский архитектурный институт.
С 1990 года — член Московского Союза художников, с 1993 года — член Гильдии художественного проектирования, с 2010 года — член Творческого союза художников России.
В 2021 году — избрана членом-корреспондентом Российской академии художеств от Отделения новейших художественных течений.

## Творческая деятельность
Основные проекты
- работы в области дизайна: экспозиции десяти зарубежных выставок Центрального музея В.И Ленина в Москве по теме «2-й съезд РСДРП» (1982—1983); экспозиция филиала Центрального музея В. И. Ленина в г. Фрунзе (1983—1984), Музея Хо Ши Мина в городе Ханое во Вьетнаме (1986—1990), филиала Центрального музея В. И. Ленина в Куйбышеве (1984—1991).
- работы в области мультимедиа: серия цифровых панно на тему «Медицина в искусстве» для Музея института нейрохирургии имени Н. Н. Бурденко в Москве (2006—2007); серия цифровых панно художественной экспозиции Музея Героев Советского Союза и России в Москве (2007—2008); проект «Световая и фарфоровая природа женщины», созданный совместно с художником К. В. Худяковым (2019—2020); многочисленные станковые произведения в технике компьютерной графики и цифровой живописи (2002—2022).

Участник выставок Поволжского отделения РАХ с 2016 года.
Основные выставки: «Красные ворота/Против течения» в Москве, Ярославле, Казани, Саратове, Ставрополе, Тольятти, Саранске (2016—2022); Дом Художника МСХ на Кузнецком мосту в Москве (2019); «Световая и фарфоровая природа женщины» совместно с К. В. Худяковым в Выставочных залах РАХ (Москва, 2020), Государственном музее изобразительных искусств Республики Татарстан (Казань, 2020), в Центре современного искусства «Дом муз» (Ярославль, 2021); «Отцы и дети» в галерее «Беляево» (Москва, 2022); цифровая «Выставка современного искусства» в галерее «Твинстор» (Москва, 2022); «Art Russia» и «Арт Москва» в Гостином Дворе из проекта «Световая и фарфоровая природа женщины» (2022).
Станковые произведения в технике компьютерной графики и цифровой живописи демонстрируются на платформе цифрового искусства NFT «Digarty.com» (с 2002 года) и находятся в частных коллекциях.

## Награды
- Орден Труда 2-й степени Демократической Республики Вьетнам (2003)
- Почётная Грамота Верховного Совета Киргизской ССР (1984)
- Диплом РАХ (2020) — за проект «Световая и фарфоровая природа женщины»